# Paralocris
Paralocris is een geslacht van halfvleugeligen uit de familie schuimcicaden (Cercopidae). De wetenschappelijke naam van dit geslacht is voor het eerst geldig gepubliceerd in 1949 door Lallemand.

## Soorten
Het geslacht Paralocris  is monotypisch en omvat slechts de volgende soort:
- Paralocris rubra Lallemand, 1949